# Tsugaphis sorini
Tsugaphis sorini är en insektsart. Tsugaphis sorini ingår i släktet Tsugaphis och familjen långrörsbladlöss.

## Underarter
Arten delas in i följande underarter:
- T. s. sorini
- T. s. piceicola